# Vandemoortele Groep
De Vandemoortele Groep is het grootste – niet-beursgenoteerde – voedingsbedrijf in België.

## Activiteiten
De Vandemoortele Groep bestaat uit twee afdelingen:
- margarines, vetten en oliën voor de consument, bakkerij, catering en industriële verwerking;
- diepvriesbakkerijproducten brood, viennoiserie, zoetigheden (donuts, muffins enz.), patisserie en hartige producten.

De bakkerijproducten zijn naar omzet gemeten de grootste activiteit met een omzetaandeel van ruim 60% in 2018.
In België heeft het concern vestigingen te Eeklo, Gent, Gellingen, Izegem en Seneffe. Die van Nederland situeren zich in Zeewolde en Brunssum. Andere onderdelen zijn gevestigd in Duitsland, Frankrijk, Hongarije, Italië, Oostenrijk, Polen, Spanje, Tsjechië en het Verenigd Koninkrijk. Vandemoortele heeft de eigen logistieke diensten ondergebracht in de NV Metro en Panalog SA die ook voor derden werken.
De belangrijkste afzetmarkten zijn Frankrijk met een aandeel in de omzet van ruim 25%, gevolgd door Duitsland en België.
De hoofdzetel is sinds 2005 gevestigd in Gent.

## Geschiedenis
In 1899 werd in Izegem de eerste fabriek van oliën en vetten opgericht door Constant Vandemoortele en zijn zoon Adhémar. Aanvankelijk richtte men zich op de levering aan producenten van veevoeder en zeep. Vanaf 1936 legde het concern zich toe op het bereiden van tafelolie.
Na de Tweede Wereldoorlog werd de productie verder opgedreven door de aanmaak van nieuwe producten, specialisatie en door de overname van verschillende bedrijven, ook in het buitenland.
In 1974 begon het bedrijf met sojamelk onder de merknaam Alpro te verkopen. In de 2009 werd deze activiteit in de etalage geplaatst voor de verkoop. Unilever, het Amerikaanse Dean Foods en het Finse Raisio (Benecol) waren geïnteresseerd. De verkoop heeft alles te maken met de eerdere overname door Vandemoortele van diepvriesbakkerijspecialist Panavi in Frankrijk. Alpro haalde in 2007 een omzet van € 265 miljoen en had 800 mensen aan het werk. Half juni 2009 werd bekendgemaakt dat Alpro was overgenomen door Dean Foods voor € 325 miljoen.
In 2015 nam Vandemoortele Lanterna-Agritech (LAG) over, een bedrijf dat diepvriesfocaccia en -ciabatta maakt. Het bedrijf realiseerde in 2013 een omzet van € 87 miljoen en heeft drie fabrieken en 300 medewerkers in Italië. Vandemoortele telde toen 4500 werknemers.
In maart 2025 nam Vandemoortele het Franse Délifrance over van graancooperatieve Vivescia.